# Lars Andersson i Lund
Lars Andersson (i riksdagen kallad Andersson i Lund), född 26 juni 1801 i Forsa socken, död där 18 november 1871, var en svensk riksdagsman i bondeståndet.
Andersson företrädde Norra Hälsinglands domsaga av Gävleborgs län vid riksdagen 1853–1854. Han var vid denna riksdag suppleant i allmänna besvärs- och ekonomiutskottet och i särskilda utskottet samt suppleant för justitieombudsmansvalet och även suppleant i förstärkta bankoutskottet.